# Вылькыша (река)
Вылькыша (устар. Вылькыша-Шор) — река в России, течёт по территории Корткеросского района Республики Коми. Вытекает из болота Вылькыша. Устье реки находится в 28 км по правому берегу реки Бадью на высоте 147 м над уровнем моря. Длина реки составляет 12 км.

## Данные водного реестра
По данным государственного водного реестра России относится к Двинско-Печорскому бассейновому округу, водохозяйственный участок реки — Вычегда от истока до города Сыктывкар, речной подбассейн реки — Вычегда. Речной бассейн реки — Северная Двина.
Код объекта в государственном водном реестре — 03020200112103000017566.